# 박병은
박병은(朴丙垠, 1977년 7월 14일~)은 대한민국의 배우이다.

## 학력
- 안양예술고등학교
- 중앙대학교 연극영화학과

## 출연작

### 드라마
- 2000년 MBC 수목드라마 《신 귀공자》
- 2004년 KBS2 일요드라마 《알게 될거야》
- 2004년 KBS1 일일드라마 《금쪽같은 내새끼》
- 2006년 MBC 토요드라마 《MBC 베스트극장 - 그 집엔 누가 사나요?》 - 성우 역
- 2006년 KBS2 단막극 《드라마시티 - 반짝반짝 빛나는》 - 박재우 역
- 2007년 KBS2 단막극 《드라마시티 - 우리들의 조용필님》
- 2007년 SBS 주말 특별기획 《푸른 물고기》
- 2010년 MBC 수목드라마 《로드 넘버원》 - 한영민 역
- 2011년 KBS1 단막극 《TV 문학관 - 사랑방 손님과 어머니》 - 영후 역
- 2013년 OCN 일요드라마 《특수사건 전담반 TEN 2》 - 송경태 역 (특별출연)
- 2014년 KBS2 단막극 《KBS 드라마 스페셜 - 괴물》 - 채진욱 역
- 2014년 KBS2 수목드라마 《골든크로스》 - 갈상준 역
- 2016년 MBC 월화드라마 《캐리어를 끄는 여자》 - 강프로 역
- 2016년 KBS2 단막극 《KBS 드라마 스페셜 - 국시집 여자》 - 진우 역
- 2017년 KBS2 수목드라마 《추리의 여왕》 - 우성하 역
- 2017년 tvN 월화드라마 《이번 생은 처음이라》 - 마상구 역
- 2018년 KBS2 수목드라마 《추리의 여왕 2》 - 우성하 역
- 2018년 OCN 주말드라마 《미스트리스》 - 황동석 역
- 2018년 tvN 수목드라마 《김비서가 왜 그럴까》 - 박병은 역(특별출연)
- 2018년 SBS 수목드라마 《친애하는 판사님께》 - 오상철 역
- 2019년 OCN 주말드라마 《보이스 3》 - 카네키 마사유키 / 옥션 파브르 역
- 2019년 tvN 주말드라마 《아스달 연대기》 - 단벽 역
- 2020년 tvN 수목드라마 《오 마이 베이비》 - 윤재영 역
- 2021년 JTBC 토일드라마 《인간실격》 - 정수 역
- 2022년 Disney+ 오리지널 드라마 《키스 식스 센스》 - 낚시 부부 남편 역 (특별출연)
- 2022년 tvN 수목드라마 《이브》 - 강윤겸 역
- 2022년 tvN 토일드라마 《환혼》 - 고성 역
- 2023년 Disney+ 오리지널 드라마 《무빙》 - 마상구 역
- 2024년 Netflix 오리지널 드라마 《선산》 - 박상민 역
- 2024년 ENA 월화드라마 《야한(夜限) 사진관》
- 2025년 Disney+ 오리지널 드라마 《하이퍼나이프》 - 한현호 역
- 2025년 Netflix 오리지널 드라마 《탄금》 - 심열국 역

### 영화
- 《색즉시공》(2002년) - 상욱 친구 2 역
- 《돌려차기》(2004년)
- 《오로라 공주》(2005년) - 포르쉐 매장 손님 2 역
- 《바라만 본다》(2005년) - 병은(영화속배우) 역
- 《싸이보그지만 괜찮아》(2006년) - 김준범 역
- 《빨간 모자》(2006년)
- 《그냥 가》(2006년)
- 《살결》(2007년) - 젊은남자 역
- 《뷰티풀 선데이》(2007년) - 민 형사 역
- 《내 안의 영화》(2008년) - 병석 역
- 《마린 보이》(2009년) - 지호 역
- 《똥파리》(2009년) - 술집 손님 1 역
- 《약탈자들》(2009년) - 병태 역
- 《지구에서 사는 법》(2009년) - 연우 역
- 《평행이론》(2010년) - 서정운 역
- 《인플루언스》(2010년) - 오드아이 역
- 《황해》(2010년) - 은행원 역
- 《바라만본다》(2010년)
- 《아이들...》(2011년) - 김주환 역
- 《범죄와의 전쟁: 나쁜놈들 전성시대》(2011년) - 어른 주한 역(우정출연)
- 《5백만불의 사나이》(2012년) - 모텔앞 커플남 역(우정출연)
- 《분노의 윤리학》(2013년) - 포토그래퍼 이지훈 역
- 《연애의 온도》(2013년) - 민차장 역
- 《붉은 가족》(2013년) - 창수 아빠 역
- 《스토커》(2013년) - 재영 역
- 《몬스터》(2014년) - 광수 역
- 《우는 남자》(2014년) - 하윤국 역
- 《상의원》(2014년) - 선왕 역(우정출연)
- 《악인은 살아 있다》(2015년) - 한병도 역
- 《암살》(2015년) - 카와쿠치 역
- 《극적인 하룻밤》(2015년) - 김준석 역
- 《남과 여》(2016년) - 안재석 역
- 《방 안의 코끼리》(2016년) - 검사 역(특별출연)
- 《사냥》(2016년) - 엽사 곽종필 역
- 《특별시민》(2017년) - 서 의원 역
- 《원라인》(2017년) - 강지원 역
- 《돌아온다》(2017년) - 정환 역
- 《인랑》(2018년) - 박환렬 감찰부장 역(우정출연)
- 《안시성》(2018년) - 풍 역
- 《악질경찰》(2019년) - 남성식 역
- 《서복》(2020년) - 신학선 역
- 《이상한 나라의 수학자》(2022년) - 근호 역
- 《데시벨》(2022년) - 차영한 역
- 《더 문》(2023년) - 정민규 역
- 《시민덕희》(2024년) - 박형식 역
- 《더러운 돈에 손대지 마라》(2024년) - 오승찬 역
- 《로비》(2025년) - 광우 역

### 방송
- 《자유여행》(SBS MTV, 2007년)
- 《라디오스타 448회, 582회, 583회》(MBC, 2015년 / 2018년)
- 《인생술집 17회》(tvN, 2017년)
- 《욜로랄라》(sky Travel, 2017년)
- 《나만 믿고 따라와, 도시어부2 1회》(채널A, 2020년)
- 《놀면 뭐하니?》(MBC, 2019년)
- 《어쩌다 사장》(tvN, 2021년,2023년)
- 《나영석의 와글와글》(유튜브, 2024년)

### 연극
- 《마하고니시의 번영과 몰락》
- 《굿닥터》

## 특이 사항
- 1987년 어린이 연극배우로 데뷔하였다.